# جان کاپلی
جان کاپلی (انگلیسی: John Copley; ۲۵ ژوئن ۱۸۷۵ – ۱۶ ژوئیهٔ ۱۹۵۰) نقاش و هنرمند اهل بریتانیا بود.
از افتخارات وی میتوان به کسب مدال نقره حکاکی و چاپ فلزی در بخش مسابقات هنری بازی‌های المپیک تابستانی ۱۹۴۸ اشاره کرد.